# Anny Hernández
Anny Hernández es una deportista venezolana que compitió en judo. Ganó una medalla de bronce en los Juegos Panamericanos de 1987, en la categoría de –72 kg.

## Palmarés internacional
| Juegos Panamericanos | Juegos Panamericanos          | Juegos Panamericanos | Juegos Panamericanos |
| Año                  | Lugar                         | Medalla              | Categoría            |
| -------------------- | ----------------------------- | -------------------- | -------------------- |
| 1987                 | Indianápolis (Estados Unidos) | Medalla de bronce    | –72 kg               |